# Helmut Weiß (Politiker)
Helmut Weiß (* 1957 in Oberaltenbernheim) ist ein ehemaliger deutscher Kommunalpolitiker (CSU) und Altlandrat des Landkreises Neustadt an der Aisch-Bad Windsheim. 
Im Jahr 1974 begann er eine Ausbildung beim Bundesgrenzschutz. 1982 wechselte er zur bayerischen Polizei. Ab 1985 arbeitete er bei der Polizeiinspektion Bad Windsheim und war Nebenerwerbslandwirt. 1990 ging er in die Kommunalpolitik. Er wurde Gemeinderat und Zweiter Bürgermeister von Obernzenn. 1995 trat er in die CSU ein. Zwischen 1996 und 2014 hatte er das Amt des Bürgermeisters des Marktes Obernzenn inne. 2008 kandidierte Weiß erfolgreich für den Neustädter Kreistag und wurde gleich zum stellvertretenden Landrat gewählt. Ab 2014 war er Landrat des Landkreises Neustadt an der Aisch-Bad Windsheim. Am 1. März 2024 stellte der Kreistag auf Weiß Wunsch hin dessen dauerhafte Dienstunfähigkeit aus gesundheitlichen Gründen fest und zum 30. Juni gab Weiß sein Amt aus gesundheitlichen Gründen auf. Sein Nachfolger wurde Christian von Dobschütz.
Weiß ist verheiratet und Vater zweier Kinder.